# Landschaftsschutzgebiet Wald-Grünlandkomplex südlich Laßbruch
Das Landschaftsschutzgebiet Wald-Grünlandkomplex südlich Laßbruch mit etwa 57 ha mit Flächengröße liegt im Gemeindegebiet von Extertal. Es wurde 2007 mit dem Landschaftsplan Nr. 5 Extertal durch den Kreistag des Kreises Lippe erstmals als Landschaftsschutzgebiet (LSG) ausgewiesen.

## Beschreibung
Das LSG umfasst Buchenwald und Grünland mit Quellbereichen westlich Almena. Es handelt sich meist um alte Buchenwälder, wobei im nördlichen Bereich bodensaure Verhältnisse vorliegen und südlichen basenreiche Verhältnisse. Im Norden befinden sich einzelne naturnahe Quellen und Quellbäche. Die zentral gelegenen Grünlandflächen sind überwiegend nährstoffreiche Wiesen. Nur im westlichen Teil hat sich an einem nach Norden abschüssigen Hang ein Borstgrasrasenrest erhalten. Zudem liegen alte Gehölzzüge gliedernd im zentrale Grünland und entlang von Wegen, die benachbarten Ackerflächen hineinreichen. Am östlichen Rand liegt eine frühere Mergelgrube mit teils alten Gehölzen. Westlich davon liegt eine relativ magere Brachfläche, die blütenreich und für Insekten von Bedeutung ist.

## Schutzzwecke für das LSG
Laut Landschaftsplan erfolgte die Ausweisung des LSG:
- „zur Erhaltung und Wiederherstellung der Leistungsfähigkeit des Naturhaushaltes in ökologisch besonders wertvoll strukturierten Bereichen mit Wasser-, Klima- und Biotopschutzfunktionen,“
- „zur Erhaltung und Wiederherstellung von Quellbereichen und naturnahen Fließgewässern, Grünland, Kalkhalbtrockenrasen und naturnahen Waldbereichen unter schiedlicher Feuchtestufen, Feldgehölzen, Hecken und Obstwiesen,“
- „zur Erhaltung morphologisch ausgeprägter Bereiche zur Sicherung der landschaftlichen Eigenart und Vielfalt für die Erholung,“
- „zur Erhaltung wertvoller Biotopkomplexe aus Wald-Grünlandbereichen, Fließgewässern und Quellen sowie Biotopen nach § 62 LG mit wichtigen Refugial-, Puffer-, Trittstein- und Vernetzungsfunktionen,“
- „zur Erhaltung und Wiederherstellung wichtiger Rückzugsräume für die bedrohte Tier- und Pflanzenwelt,“
- „zur Sicherung von kulturhistorisch bedeutsamen Landschaften, z. B. Terrassenkulturlandschaften,“
- „zur Sicherung der das Orts- und Landschaftsbild gliedernden und belebenden und die dörflichen Siedlungsstrukturen prägenden Freiraumelemente.“[1]